# Koșarî, Odesa
Koșarî (în ucraineană Кошари) este un sat în comuna Iujne din raionul Odesa, regiunea Odesa, Ucraina.

## Demografie
Componența lingvistică a localității Koșarî
     Ucraineană (94,41%)
     Rusă (5,59%)
Conform recensământului din 2001, majoritatea populației localității Koșarî era vorbitoare de ucraineană (94,41%), existând în minoritate și vorbitori de rusă (5,59%).